# Пересвет (банк)
Банк «Пересвет» — российский акционерный коммерческий банк с универсальной лицензией ЦБ РФ. Штаб-квартира банка расположена в Москве. По состоянию на 1 октября 2021 года, банк занимает 27 место в рэнкинге российских банков по размеру активов (394 млрд рублей).

## История
Основан в 1992 году ОАО «Экспоцентр», являющимся дочерним предприятием Торгово-промышленной палаты России, как «Экспобанк», а уже в марте 1993 года был переименован в «Пересвет».
В 2015 году в «Пересвете» была предпринята попытка провести ребрендинг: «Студия Артемия Лебедева» разработала новый логотип банка, где вместо стилизованного купола с крестом был преложен образ купола одновременно символизирующий купол храма и шлем монаха-воина Александра Пересвета. Однако спустя два дня после презентации логотипа пресс-служба «Пересвета» заявила, что логотип банка останется прежним и ребрендинг не состоится.

### Кризис 2016 года
В 2016—2017 годы банк был на грани банкротства. По итогам проверки в банке обнаружилась недостача на 103,6 млрд рублей. В апреле 2017 года капитал банка уменьшился до 1 рубля, Банк России принял решение санировать «Пересвет» на сумму около 100 млрд рублей. Инвестором в рамках санации был выбран Всероссийский банк развития регионов (ВБРР), в июле 2017 года ВБРР стал владельцем 100 % в капитале банка после дополнительной эмиссии акций.
Президент банка и председатель правления Александр Швец бежал за границу. При санации новая администрация банка выявила хищение ещё 330 млн рублей через ООО «Атром», входившее в группу компаний «Пересвет-Инвест». По делу был арестован совладелец и генеральный директор «Пересвет-Инвеста» Олег Пронин.
Журналист газеты «Наша версия» Георгий Крюков с разорением банка также связывает бизнесмена Тохиржона Жалилова, давнего приятеля и бизнес-партнёра Ленура Ислямова, финансировавшего терроризм и, после переезда в Киев, формировавшего добровольческие батальоны для борьбы с аннексией Крыма Российской Федерацией. Ислямов был объявлен в федеральный розыск и публично угрожал бывшему прокурору Крыма Наталье Поклонской. Эти бизнесмены брали в банке и других организациях России кредиты на огромные суммы, а после были признаны банкротами. 11 октября 2019 года было возбуждено уголовное дело против руководства ЗАО ПИИ «УзДэуавтоВоронеж» по факту хищения и причинения ущерба АКБ «Пересвет».

## Руководство и собственники
В марте 1993 года собственником 44 % акций банка стали отдел внешних церковных связей Московского патриархата, четыре епархии Русской православной церкви, Всецерковное православное молодёжное движение и Акционерное общество «Надежда и спасение», а уставной капитал, в первую очередь, за счёт взносов епархий был увеличен со 100 млн до 1 млрд рублей. По утверждению журналиста электронного издания Meduza Ивана Голунова, сумма сделки составила около 400 млн рублей. Крупным акционером банка стало ОАО «Мосприватизация». Митрополит Кирилл, вошедший в совет директоров, отметил, что главная цель банка — оказывать «содействие Русской православной церкви в её коммерческой, благотворительной и общественной деятельности».
Голунов со ссылкой на свой источник, «близкий к канцелярии патриарха», утверждал, что митрополит Кирилл, став в 2009 году патриархом Московским и всея Руси, попытался сделать «Пересвет» главным банком Русской православной церкви, сведя в него счёта всех структур РПЦ, однако это потребовало бы создания филиалов по всей стране; многие епархии, приходы и администрация счетов жертвователей изъявили желание хранить свои финансы в других банках, поэтому данный бизнес-проект не увенчался успехом. Голунов указывает, что финансово-хозяйственное управление Московского патриархата увеличило пакет акций до 49,99 %, а викарий патриарха Тихон (Зайцев), его председатель, вошёл вместо патриарха в совет директоров банка; Голунов отметил, что «у банка стремительно выросли депозиты организаций и предприятий: с 8,7 млрд рублей до 63,3», хотя и обратил внимание, что, «по данным отчётности 2015 года, на долю общественных организаций, к которым относятся структуры РПЦ, приходилось лишь 4,5 % средств, размещённых в „Пересвете“».
В 2012 году «Пересвет» возглавил генеральный директор «Экспоцентра» Сергей Беднов, а самому ОАО «Экспоцентр» принадлежала почти четверть акций банка. В состав совета директоров банка вошла Анна Садовничая, дочь ректора МГУ Виктора Садовничего, совладелица и заместитель директор компании.
В июле 2015 года журналист газеты «Ведомости» Мари Месропян указывала, что крупнейшими совладельцами «Пересвета» являлись Русская православная церковь (49,7 % голосующих акций) и Торгово-промышленная палата (24,4 %), а также три его топ-менеджера банка — Елена Кагдина (12,4 %), Виктор Литвяков (9,5 %) и Павел Панасенко (1,7 %).

## Клиенты банка
Первыми клиентами банка стали благотворительные общества, епархии и приходы. Также среди клиентов был производитель воды «Святой источник», выпускавшейся по благословению Костромской епархии. По утверждению Голунова в банке открыли свои счета компании, у которых имелись таможенные льготы на ввоз в Россию сигарет. В 1994 году банк выдал ОАО «Севералмаз» (Отдел внешних церковных сношений Московской Патриархии владел 10 % акций) кредит в размере 150 миллионов долларов на освоение Ломоносовского месторождения алмазов в Архангельской области.
По утверждению Голунова в «Пересвете» имеются счета канцелярии патриарха, занимающегося восстановлением ряда храмов некоммерческого партнёрства «Единая служба заказчика Московской патриархии», Издательского совета Московского патриархата, телеканала «Спас», а также некоторых приходов Московской епархии, включая Симонов монастырь. Также он указывает, что в банке есть счёт осуществляющего программу «200 храмов» Фонда «Поддержки строительства храмов города Москвы», утверждая, что «на счетах фонда находится около полумиллиарда рублей».
К 2016 году Финансово-хозяйственное управление Московского патриархата контролировало 49,7 % акций, хотя ранее представители Русской православной церкви покинули совет директоров банка.

## Рейтинги
Рейтинговое агентство «Эксперт РА» в 2008 году присвоило  банку рейтинговую оценку A, в 2009 году рейтинг был подтверждён, а в 2010 заменён на A+, в 2012 — на A+(I). В 2013-2016 годах рейтинг колебался между A+(I) и A++, а затем в 2016 году последовательно понижен до C++ и C, а в конце года отозван. В 2018 году рейтинг был возобновлён на уровне ruBB-, в 2020 году повышен до ruBB+, в 2021 году - до ruBBB-. На этом уровне рейтинг был подтверждён в 2022-2025 годах.